# ليمور ميترمير فأري
ليمور ميترمير فأري هو ليمور فأري يتواجد فقط في محمية أنجاناهاريبي-الجنوبية بمدغشقر. اسم هذا النوع هو تكريم لعالم الرئيسيات راسيل ميترمير رئيس منظمة الحفظ الدولية.